# Кашмірський чай

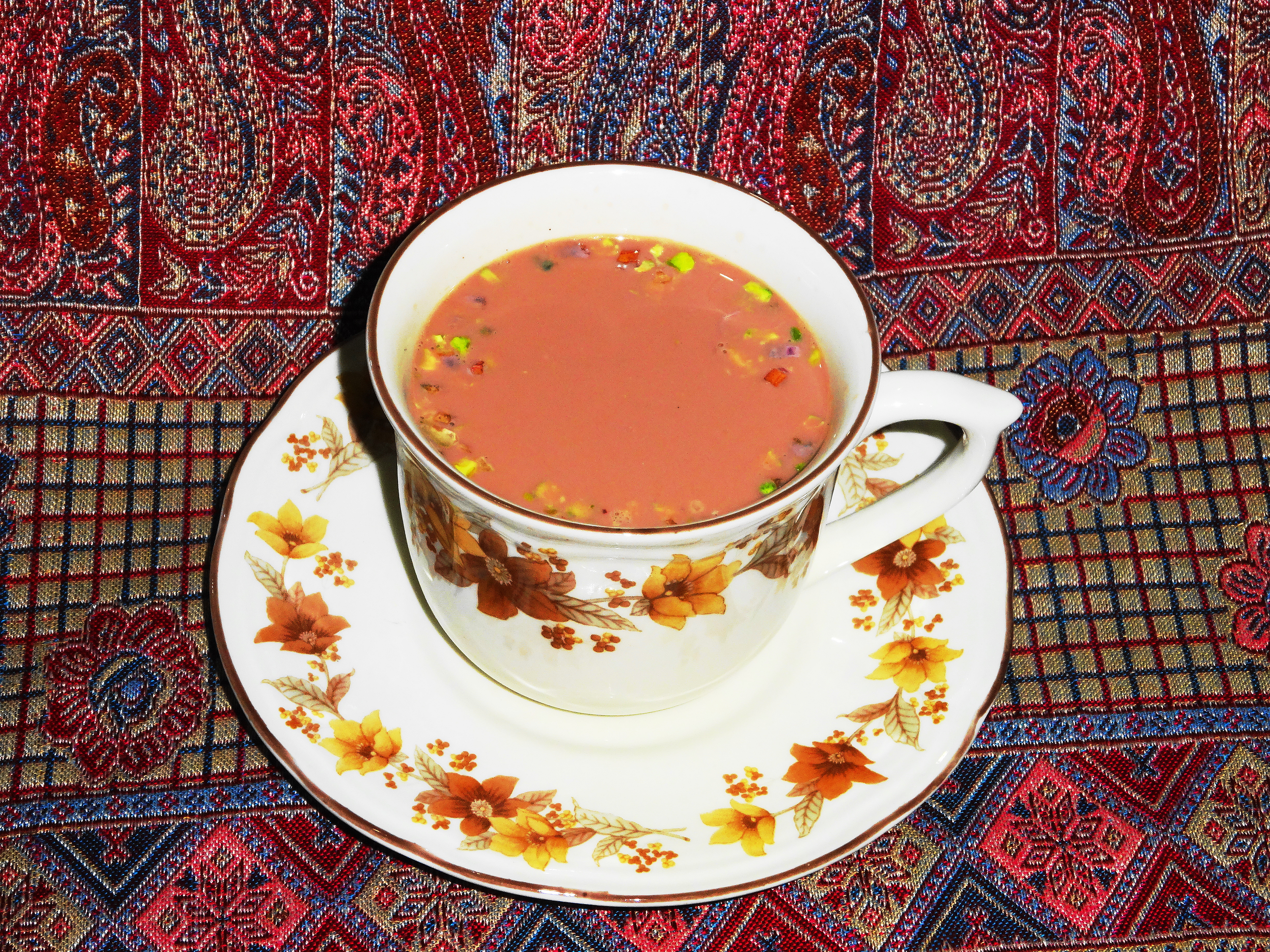
Рожевий чай

Кашмірський чай або рожевий чай (англ. noon chai, shir chai, gulabi chai) - традиційний чайний напій, що походить з індійського субконтиненту, швидше за все, з Кашмірської долини. Готується з ганпаудеру, молока та харчової соди.

## Етимологія
На мовах того регіону, звідки походить цей чайний напій (таких як кашмірська, бенгальська, раджастхані, гінді і непальська) назва чаю звучить як «нун чай». «Нун» означає «сіль»», так само використовується як назва звичаю в Раджастхані, коли руку опускають в сіль, щоб позначити урочисту обіцянку. Також такий чай називається «гулаб чай», що в перекладі означає «рожевий чай».

## Приготування
Напій традиційно готують в самоварі з листя зеленого чаю, молока, солі, харчової соди. Дрібка харчової соди надає чаю яскраво виражений рожевий колір. Чай зазвичай прикрашають невеликою кількістю дрібно нарізаного мигдалю та фісташок.
В Кашмірі в такий чай традиційно додають сіль, а не цукор. Кашмірський чай подається в багатьох штатах Індії, як правило, в Північній Індії (Джамму та Кашмір, Гімачал-Прадеш) і районах, де проживають тибетці (Майнпат, Чхаттісгарх ). Чай є невід'ємною частиною кашмірського сніданку та вечері. Він вживається з різними видами традиційного хліба, приготованого в Кашмірі.
В Пакистані його подають в особливих випадках, на весіллях і в зимові місяці, з цукром та горіхами.